# Zizeeria riukuensis
Zizeeria riukuensis är en fjärilsart som beskrevs av Matsumura 1929. Zizeeria riukuensis ingår i släktet Zizeeria och familjen juvelvingar. Inga underarter finns listade i Catalogue of Life.